# CH Leganés
Le Club Hielo Leganés est un club de hockey sur glace espagnol, basé à Leganés, dans la Communauté autonome de Madrid. Ayant profité de l'essor du hockey en Espagne, le club décide de se lancer dans la compétition au moment de la création de la Segunda Division au cours de la saison 1981-1982.
Bien involontairement, le club accède à la Première Division en 1985-1986. En effet, la Segunda Division disparaît et Leganés est automatiquement autorisé à participer à l'Élite. Ce sera son unique saison à ce niveau, le club disparaissant durant la Grande Crise du Hockey espagnol à la fin de la saison 1986. Il renaîtra sous la forme d'un club loisir mais cessera toutes ses activités à la fin des années 1990.

## Historique
| Saison    | Championnat | Coupe d'Espagne | Coupe d'Europe |
| --------- | ----------- | --------------- | -------------- |
| 1985-1986 | ?           | ?               | -              |